# Nerax titan
Nerax titan là một loài ruồi trong họ Asilidae. Nerax titan được Bromley miêu tả năm 1934. Loài này phân bố ở vùng Tân nhiệt đới.